# Краснодарское книжное издательство
«Краснода́рское кни́жное изда́тельство» — советское государственное издательство. Основано в 1922 году в Краснодаре.

## История
Основано в 1922 году как Кубано-Черноморское краевое партийное издательство «Буревестник». В нём вышли, например, сборник пьес Е. И. Васильевой и С. Я. Маршака «Театр для детей» и сборник стихотворений А. П. Платонова «Голубая глубина». Издательство тесно сотрудничало с Борисовым, Яковом Васильевичем, автором Советского Букваря : Смотри на картинку и читай : Для школы и семьи / Я. Борин. - Краснодар : Буревестник, 1922.
1 июля 1924 года посредством объединения одноимённого издательства в Краснодаре, а также краевого партийного издательства «Прибой», издательства «Юго-Восточная кооперация» и нескольких небольших предприятий было образовано Юго-Восточное краевое партийно-кооперативное издательство «Буревестник» в Ростове-на-Дону.
В 1938 году было преобразовано в «Краснода́рское краево́е кни́жно-журна́льное изда́тельство», в 1963 году — в «Краснодарское книжное издательство». Находилось в подчинении Государственному комитету Совета Министров РСФСР по печати. С 1964 года имело отделение в Майкопе, основанное на базе «Адыгейского книжного издательства», а также редакцию сувенирных изданий в Сочи.
Специализировалось на выпуске массово-политической, производственной, сельскохозяйственной, художественной и краеведческой литературы, учебной литературы для адыгейских школ. Выпускало книжные серии «Дни нашей жизни», «Города и станицы Кубани».
В 2010 году издательство стало федеральным государственным унитарным предприятием.
| Статистика по объёмам производства. 1979–1990 годы | Статистика по объёмам производства. 1979–1990 годы | Статистика по объёмам производства. 1979–1990 годы | Статистика по объёмам производства. 1979–1990 годы | Статистика по объёмам производства. 1979–1990 годы | Статистика по объёмам производства. 1979–1990 годы | Статистика по объёмам производства. 1979–1990 годы | Статистика по объёмам производства. 1979–1990 годы |
| —                                                  | 1979                                               | 1980                                               | 1982                                               | 1983                                               | 1984                                               | 1985                                               | 1990                                               |
| -------------------------------------------------- | -------------------------------------------------- | -------------------------------------------------- | -------------------------------------------------- | -------------------------------------------------- | -------------------------------------------------- | -------------------------------------------------- | -------------------------------------------------- |
| Книг и брошюр, печатных единиц                     | 100                                                | 103                                                | 96                                                 | 88                                                 | 95                                                 | 96                                                 | 124                                                |
| Тираж, млн экз.                                    | 2,2                                                | 2,215                                              | 2,0701                                             | 2,6799                                             | 1,8128                                             | 2,816                                              | 2,3354                                             |
| Печатных листов-оттисков, млн                      | н. д.                                              | 12,6408                                            | 14,0205                                            | 17,5109                                            | 21,3793                                            | 24,4996                                            | 25,881                                             |